# Collegio di Ribble Valley
Ribble Valley è un collegio elettorale situato in Lancashire, nel Nord Ovest dell'Inghilterra, e rappresentato alla Camera dei comuni del Parlamento del Regno Unito. Elegge un membro del parlamento con il sistema maggioritario a turno unico; l'attuale parlamentare è Maya Ellis del Partito Laburista, che rappresenta il collegio dal 2024.

## Estensione
- 1983-1997: il borough di Ribble Valley, e i ward del Borough di Preston di Cadley, Greyfriars, Preston Rural East e Sharoe Green.
- 1997-2010: il borough di Ribble Valley, i ward della città di Preston di Cadley, Greyfriars, Preston Rural East, Sharoe Green e Sherwood, e i ward del Borough di South Ribble di All Saints e Samlesbury and Cuerdale.
- 2010-2015: il Borough di Ribble Valley, e i ward del Borough di South Ribble di Bamber Bridge East, Bamber Bridge North, Bamber Bridge West, Coupe Green and Gregson Lane, Farington East, Farington West, Lostock Hall, Samlesbury and Walton, Tardy Gate e Walton-le-Dale.
- 2015-2024: il Borough di Ribble Valley, e i ward del Borough di South Ribble di Bamber Bridge East, Bamber Bridge West, Coupe Green and Gregson Lane, Farington East, Farington West, Lostock Hall, Samlesbury and Walton, Walton-le-Dale East e Walton-le-Dale West.
- dal 2024: i ward della città di Preston di Greyfriars, Preston Rural East, Preston Rural North e Sharoe Green, i ward del borough di  Ribble Valley di: Alston and Hothersall, Billington and Langho, Bowland, Brockhall and Dinckley, Chipping, Clayton-le-Dale and Salesbury, Derby and Thornley, Dilworth, Gisburn and Rimington, Hurst Green and Whitewell, Mellor, Ribchester, Waddington, Bashall Eaves and Mitton, West Bradford and Grindleton, Whalley Nethertown e Wilpshire and Ramsgreave e i ward del borough di South Ribble di Bamber Bridge East, Bamber Bridge West, Coupe Green and Gregson Lane, Lostock Hall, Samlesbury and Walton, Walton-le-Dale East e Walton-le-Dale West.

Per le elezioni generali del 2010, la Boundary Commission for England portò il Parlamento ad approvare la creazione di un nuovo collegio di Wyre and Preston North, che apportò grandi cambiamenti al collegio di Ribble Valley, portandolo ad essere più urbano e meno rurale rispetto alla composizione precedente.

## Membri del parlamento
| Elezione | Elezione | Membro           | Partito             |
| -------- | -------- | ---------------- | ------------------- |
|          | 1983     | David Waddington | Conservatore        |
|          | 1991 (S) | Michael Carr     | Liberal Democratici |
|          | 1992     | Nigel Evans      | Conservatore        |
|          | 2013     | Nigel Evans      | Indipendente        |
|          | 2014     | Nigel Evans      | Conservatore        |
|          | 2024     | Maya Ellis       | Laburista           |

## Elezioni

### Elezioni negli anni 2020
| Partito                    | Partito                                           | Candidato                  | Risultati 4 luglio 2024 | Risultati 4 luglio 2024 |
| Partito                    | Partito                                           | Candidato                  | Voti                    | %                       |
| -------------------------- | ------------------------------------------------- | -------------------------- | ----------------------- | ----------------------- |
|                            | Laburista                                         | Maya Ellis                 | 18 177                  | 34,94                   |
|                            | Conservatore                                      | Nigel Evans                | 17 321                  | 33,29                   |
|                            | Reform UK                                         | John Carroll               | 8 524                   | 16,39                   |
|                            | Lib Dem                                           | John Potter                | 5 001                   | 9,61                    |
|                            | Verdi                                             | Caroline Montague          | 1 727                   | 3,32                    |
|                            | Indipendente                                      | Qasim Ajmi                 | 1 273                   | 2,45                    |
|                            |                                                   |                            |                         |                         |
| Iscritti                   | Iscritti                                          | Iscritti                   | 80 484                  | 100,00                  |
| ↳ Votanti (% su iscritti)  | ↳ Votanti (% su iscritti)                         | ↳ Votanti (% su iscritti)  | 52 023                  | 64,64                   |
| ↳ Astenuti (% su iscritti) | ↳ Astenuti (% su iscritti)                        | ↳ Astenuti (% su iscritti) | 28 461                  | 35,36                   |
|                            |                                                   |                            |                         |                         |
|                            | Esito: collegio passa da Conservatore a Laburista |                            |                         |                         |

### Elezioni negli anni 2010
| Partito                    | Partito                                   | Candidato                  | Risultati 12 dicembre 2019 | Risultati 12 dicembre 2019 |
| Partito                    | Partito                                   | Candidato                  | Voti                       | %                          |
| -------------------------- | ----------------------------------------- | -------------------------- | -------------------------- | -------------------------- |
|                            | Conservatore                              | Nigel Evans                | 33 346                     | 60,32                      |
|                            | Laburista                                 | Giles Bridge               | 14 907                     | 26,96                      |
|                            | Lib Dem                                   | Chantelle Seddon           | 4 776                      | 8,64                       |
|                            | Verdi                                     | Paul Yates                 | 1 704                      | 3,08                       |
|                            | Indipendente                              | Tony Johnson               | 551                        | 1,00                       |
|                            |                                           |                            |                            |                            |
| Iscritti                   | Iscritti                                  | Iscritti                   | 79 247                     | 100,00                     |
| ↳ Votanti (% su iscritti)  | ↳ Votanti (% su iscritti)                 | ↳ Votanti (% su iscritti)  | 55 284                     | 69,76                      |
| ↳ Astenuti (% su iscritti) | ↳ Astenuti (% su iscritti)                | ↳ Astenuti (% su iscritti) | 23 963                     | 30,24                      |
|                            |                                           |                            |                            |                            |
|                            | Esito: collegio confermato a Conservatore |                            |                            |                            |

| Partito                    | Partito                                   | Candidato                  | Risultati 8 giugno 2017 | Risultati 8 giugno 2017 |
| Partito                    | Partito                                   | Candidato                  | Voti                    | %                       |
| -------------------------- | ----------------------------------------- | -------------------------- | ----------------------- | ----------------------- |
|                            | Conservatore                              | Nigel Evans                | 31 939                  | 57,84                   |
|                            | Laburista                                 | David Hinder               | 18 720                  | 33,90                   |
|                            | Lib Dem                                   | Allan Knox                 | 3 247                   | 5,88                    |
|                            | Verdi                                     | Graham Sowter              | 1 314                   | 2,38                    |
|                            |                                           |                            |                         |                         |
| Iscritti                   | Iscritti                                  | Iscritti                   | 78 196                  | 100,00                  |
| ↳ Votanti (% su iscritti)  | ↳ Votanti (% su iscritti)                 | ↳ Votanti (% su iscritti)  | 55 363                  | 70,80                   |
| ↳ Astenuti (% su iscritti) | ↳ Astenuti (% su iscritti)                | ↳ Astenuti (% su iscritti) | 22 833                  | 29,20                   |
|                            |                                           |                            |                         |                         |
|                            | Esito: collegio confermato a Conservatore |                            |                         |                         |

| Partito                    | Partito                                   | Candidato                  | Risultati 7 maggio 2015 | Risultati 7 maggio 2015 |
| Partito                    | Partito                                   | Candidato                  | Voti                    | %                       |
| -------------------------- | ----------------------------------------- | -------------------------- | ----------------------- | ----------------------- |
|                            | Conservatore                              | Nigel Evans                | 25 404                  | 48,63                   |
|                            | Laburista                                 | David Hinder               | 11 798                  | 22,58                   |
|                            | UKIP                                      | Shirley Parkinson          | 8 250                   | 15,79                   |
|                            | Lib Dem                                   | Jackie Pearcey             | 2 756                   | 5,28                    |
|                            | Verdi                                     | Graham Sowter              | 2 193                   | 4,20                    |
|                            | Indipendente                              | David Brass                | 1 498                   | 2,87                    |
|                            | Indipendente                              | Grace Astley               | 288                     | 0,55                    |
|                            | Indipendente                              | Tony Johnson               | 56                      | 0,11                    |
|                            |                                           |                            |                         |                         |
| Iscritti                   | Iscritti                                  | Iscritti                   | 77 858                  | 100,00                  |
| ↳ Votanti (% su iscritti)  | ↳ Votanti (% su iscritti)                 | ↳ Votanti (% su iscritti)  | 52 243                  | 67,10                   |
| ↳ Astenuti (% su iscritti) | ↳ Astenuti (% su iscritti)                | ↳ Astenuti (% su iscritti) | 25 615                  | 32,90                   |
|                            |                                           |                            |                         |                         |
|                            | Esito: collegio confermato a Conservatore |                            |                         |                         |

| Partito                    | Partito                                   | Candidato                  | Risultati 6 maggio 2010 | Risultati 6 maggio 2010 |
| Partito                    | Partito                                   | Candidato                  | Voti                    | %                       |
| -------------------------- | ----------------------------------------- | -------------------------- | ----------------------- | ----------------------- |
|                            | Conservatore                              | Nigel Evans                | 26 298                  | 50,30                   |
|                            | Laburista                                 | Paul Foster                | 11 529                  | 22,05                   |
|                            | Lib Dem                                   | Allan Knox                 | 10 732                  | 20,53                   |
|                            | UKIP                                      | Stephen Rush               | 3 496                   | 6,69                    |
|                            | Indipendente                              | Tony Johnson               | 232                     | 0,44                    |
|                            |                                           |                            |                         |                         |
| Iscritti                   | Iscritti                                  | Iscritti                   | 78 040                  | 100,00                  |
| ↳ Votanti (% su iscritti)  | ↳ Votanti (% su iscritti)                 | ↳ Votanti (% su iscritti)  | 52 287                  | 67,00                   |
| ↳ Astenuti (% su iscritti) | ↳ Astenuti (% su iscritti)                | ↳ Astenuti (% su iscritti) | 25 753                  | 33,00                   |
|                            |                                           |                            |                         |                         |
|                            | Esito: collegio confermato a Conservatore |                            |                         |                         |

### Elezioni negli anni 2000
| Partito                    | Partito                                   | Candidato                  | Risultati 5 maggio 2005 | Risultati 5 maggio 2005 |
| Partito                    | Partito                                   | Candidato                  | Voti                    | %                       |
| -------------------------- | ----------------------------------------- | -------------------------- | ----------------------- | ----------------------- |
|                            | Conservatore                              | Nigel Evans                | 25 834                  | 51,91                   |
|                            | Lib Dem                                   | Julie Young                | 11 663                  | 23,44                   |
|                            | Laburista                                 | Jack Davenport             | 10 924                  | 21,95                   |
|                            | UKIP                                      | Kevin Henry                | 1 345                   | 2,70                    |
|                            |                                           |                            |                         |                         |
| Iscritti                   | Iscritti                                  | Iscritti                   | 75 762                  | 100,00                  |
| ↳ Votanti (% su iscritti)  | ↳ Votanti (% su iscritti)                 | ↳ Votanti (% su iscritti)  | 49 776                  | 65,70                   |
| ↳ Astenuti (% su iscritti) | ↳ Astenuti (% su iscritti)                | ↳ Astenuti (% su iscritti) | 25 986                  | 34,30                   |
|                            |                                           |                            |                         |                         |
|                            | Esito: collegio confermato a Conservatore |                            |                         |                         |

| Partito                    | Partito                                   | Candidato                  | Risultati 7 giugno 2001 | Risultati 7 giugno 2001 |
| Partito                    | Partito                                   | Candidato                  | Voti                    | %                       |
| -------------------------- | ----------------------------------------- | -------------------------- | ----------------------- | ----------------------- |
|                            | Conservatore                              | Nigel Evans                | 25 308                  | 51,47                   |
|                            | Lib Dem                                   | Michael Carr               | 14 070                  | 28,61                   |
|                            | Laburista                                 | Marcus B. Johnstone        | 9 793                   | 19,92                   |
|                            |                                           |                            |                         |                         |
| Iscritti                   | Iscritti                                  | Iscritti                   | 74 276                  | 100,00                  |
| ↳ Votanti (% su iscritti)  | ↳ Votanti (% su iscritti)                 | ↳ Votanti (% su iscritti)  | 49 171                  | 66,20                   |
| ↳ Astenuti (% su iscritti) | ↳ Astenuti (% su iscritti)                | ↳ Astenuti (% su iscritti) | 25 105                  | 33,80                   |
|                            |                                           |                            |                         |                         |
|                            | Esito: collegio confermato a Conservatore |                            |                         |                         |

## Risultati dei referendum

### Referendum sulla permanenza del Regno Unito nell'Unione europea del 2016
|             | Collegio      | Lasciare UE % | Rimanere in UE % |
| ----------- | ------------- | ------------- | ---------------- |
|             | Ribble Valley | 58,6%         | 41,4%            |
| Inghilterra | 53,3%         | 46,7%         |                  |
| Regno Unito | 51,9%         | 48,1%         |                  |